# Domenico Ammirato
Pour les articles homonymes, voir Ammirato.
Domenico Ammirato, né le 18 mars 1833 à Naples et mort en 1883 ou vers 1892, est un peintre italien, principalement de marines dans sa ville natale.

## Biographie
Élève de Gabriele Smargiassi à l'Institut des Beaux-Arts de Naples, dont il adopte le style, les sujets, les couleurs et les effets luministes, il se consacre à l'enseignement du dessin. Nommé professeur de peinture à l'Institut international de Naples, il y reste jusqu'à ce que le comte dell'Aquila l'engage à la cour des Bourbons pour enseigner le dessin à ses enfants.
Il participe pour la première fois, encore très jeune, à l'Exposition Bourbon en 1848, puis à l'édition de 1851. Il envoie ses peintures à l'exposition de Florence en 1875 et 1877, et est présent avec ses œuvres à de nombreuses éditions de la Promotrice Napoletana, de 1862 à 1891.
En 1891, il présente quatre tableaux à l'exposition nationale de Palerme. Une de ses vues de Naples depuis Posillipo, datée de 1861, est conservée au palais du Quirinal à Rome.

## Œuvres

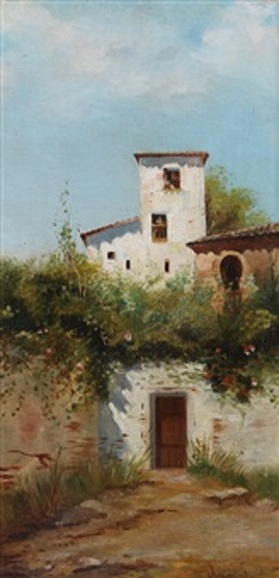
Casolare di campagna, huile sur toile,.

- Un chiaro dì luna a Posillipo[2].
- La marina piccola di Sorrento[2].
- Sorrento da Capodimonte[2].
- Veduta di Bagnolo[2].
- Veduta di Posillipo[2].